# Núria Espert
Núria Espert Romero (Barcellona, 11 giugno 1935) è un'attrice e regista teatrale spagnola.

## Biografia
Núria Espert nacque all'Hospitalet de Llobregat di Barcellona nel 1935 e si affacciò sulle scene teatrali a partire dagli anni cinquanta. La Espert cominciò ad apparire in una serie di classici Calderón de la Barca, Shakespeare, Molière, Lope de Vega, Arthur Miller e Brecht, ma la consacrazione sulle scene arrivò nel 1954, quando sostituì all'ultimo momento Elvira Noriega nella Medea di Euripide, ottenendo un grande successo di critica e pubblico.
Negli anni sessanta ampliò il suo repertorio con le opere di Federico Garcia Lorca, Sartre, Eugene O'Neill, Jean Genet e Seneca, mentre negli anni settanta cominciò a recitare anche a livello internazionale, facendo il suo debutto sulle scene londinesi nel 1977. Dopo due anni come co-direttrice artistica del Centro Dramático Nacional, la Espert cominciò ad alternare l'attività di attrice a quella di regista di opere teatrali e opere liriche, ottenendo grandi successi in entrambi i ruoli. Tra il 1981 e il 1983 portò in tournée la sua Donna Rosita nubile a Milano, Gerusalemme, Mosca, Città del Messico ed Edimburgo, apparendo negli anni successivi anche a Parigi e Belgrado. Acclamata interprete dell'opera di Lorca, nel 1986 curò la regia di un allestimento de La casa di Bernarda Alba a Londra con Glenda Jackson nel ruolo della protagonista, vincendo l'Evening Standard Threatre Award al miglior regia.
Nel 1987 debuttò nel mondo dell'opera come regista di Madama Butterfly alla Royal Opera House, dirigendo negli anni successivi allestimenti di opere come Rigoletto (1988), La traviata (1990) e Carmen (1991) portate in scena in sedi prestigiose come il Teatro Real de Madrid, la Los Angeles Opera e l'Oper Frankfurt. Negli anni successivi ottenne grandi successi calcando le scene in una serie di ruoli di grande rilievo, tra cui Maria Callas in Master Class (1998), Martha in Chi ha paura di Virginia Woolf? (1999) e Re Lear nell'omonima tragedia shakespeariana (2014).
Per la sua prolifica attività teatrale ha vinto tre Fotogrammi d'argento - rispettivamente nel 1972, 1998 e 2018 - mentre nel 2016 è stata insignita del Premio Principessa delle Asturie per le arti.

### Vita privata
È stata sposata dal 1954 al 1990 con l'attore Armando Moreno, che sarebbe rimasto suo marito e agente fino alla morte. La coppia ha avuto due figlie: Alicia, imprenditrice teatrale ed ex-assessora alle Belle Arti del Comune di Madrid, e Núria Moreno.

## Premio Europa per il Teatro
Nel 2018 riceve il Premio Speciale del XVII Premio Europa per il teatro, a San Pietroburgo, con la seguente motivazione:
Non accade facilmente che la crescita di un talento artistico straordinario coincida con lo sviluppo di qualità umane equivalenti. Núria Espert, classe 1935, è il raro caso di un’artista instancabile, sensibile ed empatica che, iniziando ad appena tredici anni il suo lavoro di attrice e via via intessendolo con la vita, le passioni culturali, l’impegno civile e la politica, è divenuta un’icona del Novecento e della contemporaneità. Donna di teatro ancora oggi in piena attività, è in grado di spaziare dai classici (è stata più volte una Medea indimenticabile) a Garcia Lorca, di coinvolgersi con le drammaturgie più contemporanee, il cinema d’autore, la regia teatrale e quella cinematografica, oltre a notevoli incursioni registiche nel mondo dell’opera. Peter Brook l’ha definita “come un bicchiere d’acqua che, in un attimo, può congelarsi e bollire”; da parte sua Terenci Moix sostiene che sia fatta di “aria e fuoco”. Non è un caso che l’indimenticabile José Monleón, che la stimava moltissimo e a suo tempo l’aveva messa in contatto con Jerzy Grotowski, iniziandola al suo teatro, ne avesse in più modi proposto il nome nell’ambiente teatrale europeo. Núria Espert non è soltanto un mutevole animale da palcoscenico difficile da ingabbiare: è in toto uno spirito libero, creativo, versatile, imprevedibile, appassionato e leggero. Alle svariate onorificenze ricevute nel corso della sua lunga carriera, si aggiunge quest’anno il Premio Speciale che le viene assegnato con il preciso intento di ribadirne il genio, la duttilità e l’impegno civile, trasfusi in un’arte che rappresenta pienamente l’ideale di un’Europa unita, aperta, democratica e culturalmente attiva.

## Teatrografia parziale
- La vita è sogno, di Calderón de la Barca (1950)
- Los empeños de una casa, di Juana Inés de la Cruz (1952)
- Romeo e Giulietta, di William Shakespeare (1953)
- Il misantropo, di Moliere (1954)
- Fuente Ovejuna, di Lope de Vega (1954)
- Medea, di Euripide (1954)
- El caballero de Olmedo, di Lope de Vega (1954)
- Giulio Cesare, di William Shakespeare (1955)
- Il crogiuolo, di Arthur Miller (1957)
- Anna Christie, di Eugene O'Neill (1959)
- Desiderio sotto gli olmi, di Eugene O'Neill (1962)
- Il lutto si addice ad Elettra, di Eugene O'Neill (1965)
- L'anima buona di Sezuan, di Bertolt Brecht (1966)
- A porte chiuse, di Jean-Paul Sartre (1967)
- La puttana rispettosa, di Jean-Paul Sartre (1967)
- Le serve, di Jean Genet (1969)
- Yerma, di Federico García Lorca (1971)
- Medea, di Seneca (1979)
- Donna Rosita nubile, di Federico García Lorca (1981)
- La tempesta, di William Shakespeare (1983)
- Salomé, di Oscar Wilde (1985)
- Il gabbiano, regia di Anton Čechov (1997)
- Master Class, di Terrence McNally (1997)
- Chi ha paura di Virginia Woolf?, di Edward Albee (1999)
- La Celestina, di Fernando de Rojas (2004)
- La casa di Bernarda Alba, di Federico García Lorca (2009)
- Lo stupro di Lucrezia, di William Shakespeare (2010)
- Le piccole volpi, di Lillian Hellman (2012)
- Re Lear, di William Shakespeare (2014)

## Filmografia
- 1954: Once pares de botas
- 1956: Escuela de periodismo
- 1958: La Tirana
- 1961: A las cinco de la tarde, regia di Juan Antonio Bardem
- 1966: María Rosa
- 1967: Biotaxia
- 1970: El certificado
- 1970: Laia
- 1971: Viva la muerte
- 1976: La ciudad quemada
- 1996: Actrices
- 2007: Barcelona (un mapa)

## Televisione
- Salomé (1977)
- La dama de les camèlies (1978)
- Mare i fill, societat limitada (1980)
- La gallina ciega (1985)
- El rey y la reina (1986)
- Lorca, muerte de un poeta (1987), nel ruolo di Margarita Xirgu